# Sylvia Brunt
Pour les articles homonymes, voir Brunt.
Pas d'image ? Cliquez ici

a Compétitions nationales et continentales officielles uniquement.

b Matchs officiels uniquement.
Dernière mise à jour le 27 octobre 2024.
Sylvia Brunt (ou Logo-I-Pulotu Lemapu Atai’i Brunt), née le 1er janvier 2004 à Auckland (Nouvelle-Zélande), est une joueuse internationale néo-zélandaise de rugby à XV évoluant au poste de centre. Elle est licenciée à Ponsonby, représente Auckland en Farah Palmer Cup, et joue avec les Blues en Super Rugby Aupiki.

## Biographie
Sylvia Brunt naît le 1er janvier 2004 à Auckland en Nouvelle-Zélande. Elle débute la pratique du rugby à XV au club de Ponsonby, dès ses quatorze ans elle s'entraine avec l'équipe senior. Présente à l'époque, Charmaine McMenamin explique qu'elles jouaient normalement avec elle, car l'adolescente était en mesure de supporter l'intensité physique des séances.
Elle est toujours lycéenne quand elle est enrôlée par le Auckland Storm, qui joue en Farah Palmer Cup[réf. nécessaire]. En 2021, elle participe au match exhibition entre les Blues et les Chiefs Manawa.
Appelée comme réserviste pour la première édition du Pacific Four Series avec l'équipe de Nouvelle-Zélande, elle impressionne l'encadrement technique. À tel point qu'elle obtient sa première sélection contre le Canada, âgée de 18 ans. Elle compte quatre sélections en équipe nationale quand elle est retenue en septembre pour disputer la Coupe du monde organisée en Nouvelle-Zélande. Elle est la plus jeune joueuse de l'équipe.
En 2023, elle signe un contrat avec les Blues et dispute son premier Super Rugby Aupiki. Au mois d'avril 2023, elle reçoit un contrat à plein temps de la fédération néo-zélandaise. Elle joue les Pacific Four Series pendant l'été, puis enchaine avec un titre national en Farah Palmer Cup sous les couleurs d'Auckland. À l'automne 2023, elle participe à la première édition du WXV, organisée en Nouvelle-Zélande.
Prolongée par les Blues, elle est titularisée à tous les matchs pendant la saison 2024 mais lors de la cinquième journée, un plaquage haut sur Ruby Tui lui vaut trois semaines de suspension : elle rate la dernière journée et surtout la finale.

## Palmarès

### En province
- Vainqueur de la Farah Palmer Cup en 2023.
- Vainqueur du Super Rugby Aupiki en 2024 et 2025.

### En sélection nationale
- Vainqueur de la Coupe du monde en 2021.
- Vainqueur de la Pacific Four Series en 2022, 2023 et 2025.